# Rewolucyjny komitet wojskowy
Zasugerowano, aby zintegrować ten artykuł z artykułem Komitet Wojskowo-Rewolucyjny. Nie opisano powodu propozycji integracji.

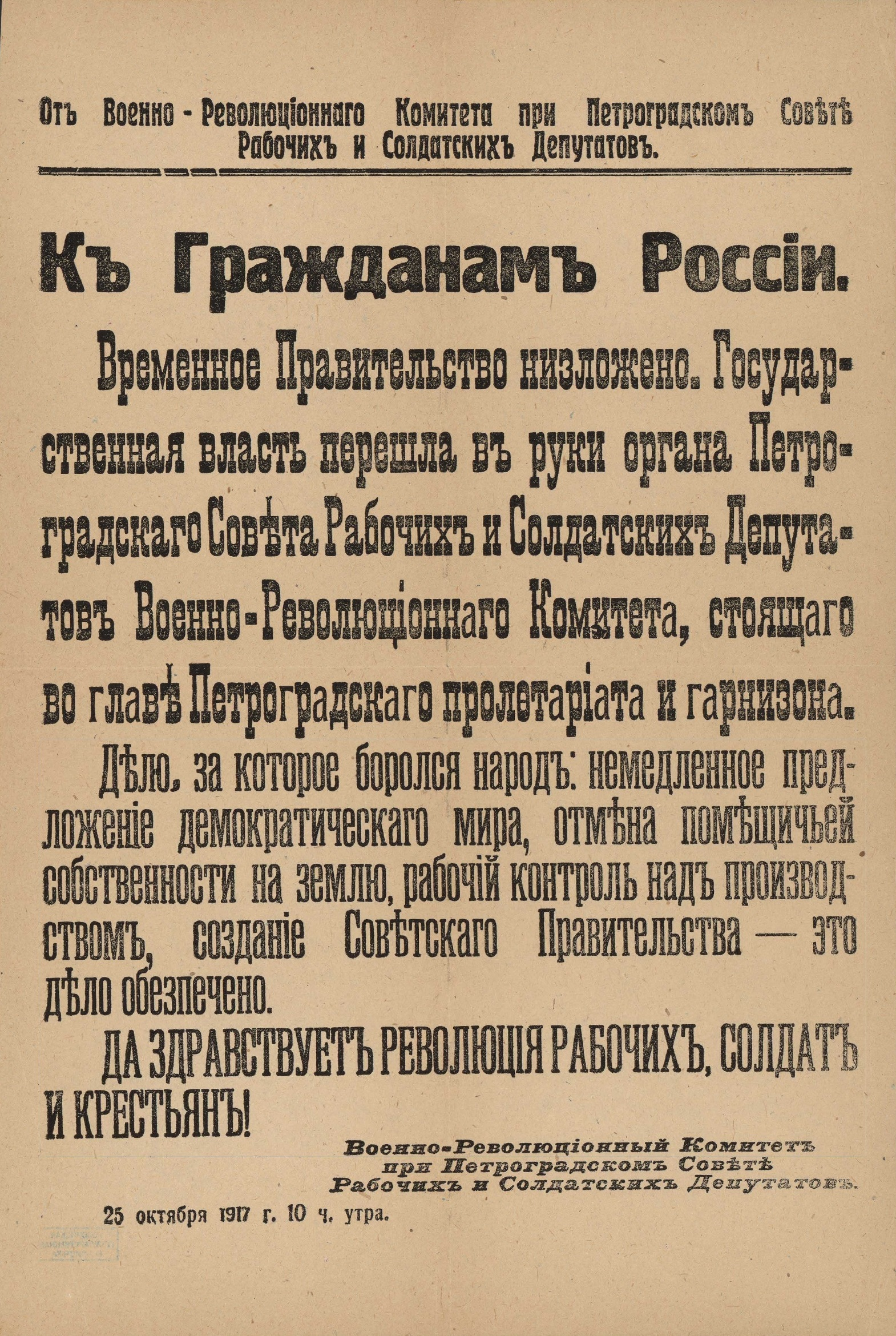
Ulotka z 7 listopada 1917 (na ulotce według kalendarza juliańskiego), informująca o przejęciu władzy przez Rewolucyjny Komitet Wojskowy przy Piotrogrodzkiej Radzie Delegatów Robotniczych i Żołnierskich

Rewolucyjny komitet wojskowy, wojenrewkom ros. Военно-революционный комитет, военревком, ВРК) – w okresie rewolucji październikowej określenie sztabów i pierwszych organów wojskowo-porządkowych tworzonych przez partię bolszewicką - SDPRR(b) po obaleniu Rządu Tymczasowego i przejęciu władzy.
Pierwszy rewolucyjny komitet wojskowy został zawiązany w okresie październik - listopad 1917 w Piotrogrodzie przy tamtejszej Radzie Delegatów Robotniczych i Żołnierskich, był kierowniczym organem przewrotu bolszewickiego (rozpoczynającego rewolucję październikową w Rosji); kolejne powstawały głównie w miastach, które planowano opanować.
Do czasu zwycięstwa bolszewików w Piotrogrodzie w Rosji działało ponad 40 rewolucyjnych komitetów wojskowych, których główna działalność sprowadzała się do wojskowo-technicznego przygotowania zbliżającego się powstania.
Rozprzestrzenianie się władzy radzieckiej było bezpośrednio związane z masowym formowaniem wojskowych komitetów rewolucyjnych. 25 października (7 listopada) utworzono Moskiewski Rewolucyjny Komitet Wojskowy. Wiele komitetów powstało z inicjatywy wysyłanych w teren delegatów II Wszechrosyjskiego Zjazdu Rad Delegatów Robotniczych i Żołnierskich, jak też komisarzy, emisariuszy i agitatorów. Oprócz wspomnianego Moskiewskiego RKW powstały między innymi:
- Rewolucyjny Komitet Wojskowy Kraju Estońskiego, utworzony 22 października (4 listopada);
- Rewolucyjny Komitet Wojskowy Rejonu 12 Armii, utworzony 18 (31) października, do 26 października działający nielegalnie;
- Miński Rewolucyjny Komitet Wojskowy, utworzony 27 października (9 listopada), wkrótce przemianowany na Rewolucyjny Komitet Wojskowy Frontu Zachodniego i Obwodu Północno-Zachodniego;
- Pskowski Rewolucyjny Komitet Wojskowy, utworzony 22—23 października (4—5 listopada, 26 października przemianowany na Rewolucyjny Komitet Wojskowy Frontu Północnego;
- Smoleński Rewolucyjny Komitet Wojskowy utworzony 29 października (11 listopada);
- Rewolucyjny Komitet Wojskowy Frontu Południowo-Zachodniego, utworzony 18 listopada (1 grudnia);
- Rewolucyjny Komitet Wojskowy Frontu Rumuńskiego, utworzony 2 (15) grudnia 1918;
- Kijowski Rewolucyjny Komitet Wojskowy, utworzony 29 października (11 listopada) 1917;
- Kijowski Komitet Rewolucyjny, utworzony 15 (28) stycznia 1918;
- Charkowski Rewolucyjny Komitet Wojskowy, powtórnie utworzony 10 (23) grudnia 1917;
- Jekaterynburski Rewolucyjny Komitet Wojskowy;
- Winnicki Rewolucyjny Komitet Wojskowy;
- Odeski Rewolucyjny Komitet Wojskowy;
- Symferopolski Rewolucyjny Komitet Wojskowy;
- Sewastopolski Komitet Rewolucyjny, utworzony 16 (29) grudnia 1917;
- Woroneski Komitet Rewolucyjny, utworzony 25 października (7 listopada);
- Tulski Komitet Rewolucyjny, utworzony 27 października (9 listopada);
- Astrachański Komitet Rewolucyjny, utworzony w styczniu 1918;
- Szujski Rewolucyjny Komitet Wojskowy;
- Samarski Rewolucyjny Komitet Wojskowy utworzony 27 października (9 listopada);
- Orenburski Rewolucyjny Komitet Wojskowy, utworzony 14 (27) listopada 1917;
- Riazański Rewolucyjny Komitet Wojskowy, utworzony 26 października (8 listopada) 1917;
- Barnaulski Rewolucyjny Komitet Wojskowy, utworzony 7 (20) grudnia 1917;
- Dagestański Rewolucyjny Komitet Wojskowy, utworzony 8 (21) listopada;
- Kubańsko-Czarnomorski Rewolucyjny Komitet Wojskowy, utworzony 17 (30) stycznia 1918;
- Rewolucyjny Komitet Wojskowy Armii Kaukaskiej, utworzony 28 grudnia 1917 (10 stycznia 1918);
- Tomski Rewolucyjny Komitet Wojskowy, utworzony 28 października (10 listopada) 1917;
- Rewolucyjny Komitet Wojskowy Siedmiorzecza, utworzony 2 marca 1918;
- Doński Rewolucyjny Komitet Wojskowy, utworzony 10 (23) stycznia 1918.

W okresie ustanawiania i konsolidacji władzy radzieckiej utworzono ponad 220 komitetów rewolucyjnych i rewolucyjnych komitetów wojskowych.
W Polsce latem 1920, podczas wojny polsko-bolszewickiej powstał w Białymstoku odpowiednik rewolucyjnego komitetu wojskowego - Tymczasowy Komitet Rewolucyjny Polski, na jego czele stali J. Marchlewski, F. Kon, F. Dzierżyński. Inny, Galicyjski Komitet Rewolucyjny (pod skrótową nazwą galrewkom) przygotowywany był dla Galicji Wschodniej, z siedzibą we Lwowie.
Wraz z organizacją radzieckiego aparatu państwowego, konsolidacją władzy radzieckiej w miastach i na wsi, zmalała rola rewolucyjnych komitetów wojskowych i komitetów rewolucyjnych. Cała władza była praktycznie skoncentrowana w rękach rad delegatów robotniczych, żołnierskich i chłopów. Likwidacja komitetów następowała w różnym czasie, w zależności od określonych warunków.